# Monte Gabler
Il monte Gabler (detto anche monte Forca e in tedesco Großer Gabler) è una montagna delle Alpi alta 2.576 m. È la cima più alta del gruppo della Plose, sopra Bressanone, in Alto Adige.

## Descrizione
Il monte è protagonista delle mete nella zona sia d´estate che d´inverno, infatti d´inverno è meta di sciatori alpinisti o escursionisti con le ciaspole che trovano ampi spazi liberi, lontano dal carosello sciistico della Plose.
D´estate invece è meta di turisti, che con una breve passeggiata, vogliono ammirare un panorama a 360 gradi sulle cime attorno, tra cui il Sass de Putia, le Odle di Eores e le alte cime delle Dolomiti.
Il monte Gabler è formato da due cime, con un'altitudine simile: il monte Forca Grande (Großer Gabler) e il monte Forca piccolo (Kleiner Gabler).

### Accessi
Da Bressanone, si raggiunge in macchina la Ski-Hütte (1900 m), dopo il paese di Eores. Parcheggiata la macchina, ci si incammina lungo la strada sterrata (segnavia nº 8) per una decina di minuti, fino ad una secca svolta a sinistra della strada, dove si trova un crocefisso. Qui sulla sinistra si scorge una piccola traccia che inizialmente sale attraversando qualche albero, e poi rimanendo in quota arriva ad un prato aperto.
Senza seguire una particolare traccia, si sale a sinistra, congiungendosi con il sentiero numero 4, che si percorre salendo verso sinistra. Particolare attenzione bisogna avere ora, dove dopo un centinaio di metri, bisogna subito abbandonare questo sentiero, risalendo sulla destra una traccia, inizialmente segnata da un cumulo di pietre. Qui parte il sentiero nº 7, che si presenta per i primi 250 metri di dislivello abbastanza ripido.
Il sentiero incrocia poi una stradina sterrata, che porterebbe alla Gabler Alm. Per raggiungere invece la vetta, si continua ancora a risalire i verdi prati, seguendo la successione di paletti seganti. Facilmente quindi si inizia scorgere la bizzarra forma della croce che segnala la vetta.
Sempre alla vetta, si trova un piccolo bivacco sempre aperto, che fornisce riparo e rifugio in caso di necessità, sia per l'inverno che per l'estate.
Il percorso dura 2-2 ore e mezza, inizialmente un po' ripido, ma sicuramente non troppo impegnativo. Dislivello totale 700 m. La discesa si compie per la stessa strada, in 1 ora e mezza.

## Altri progetti

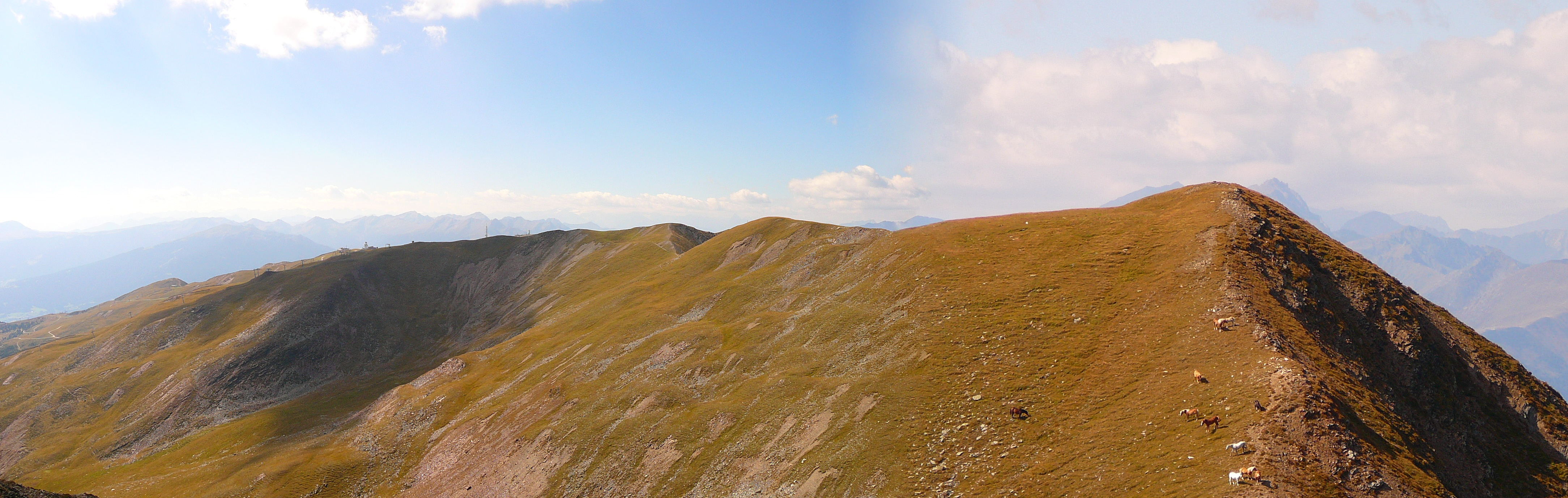
La cima del Monte Gabler

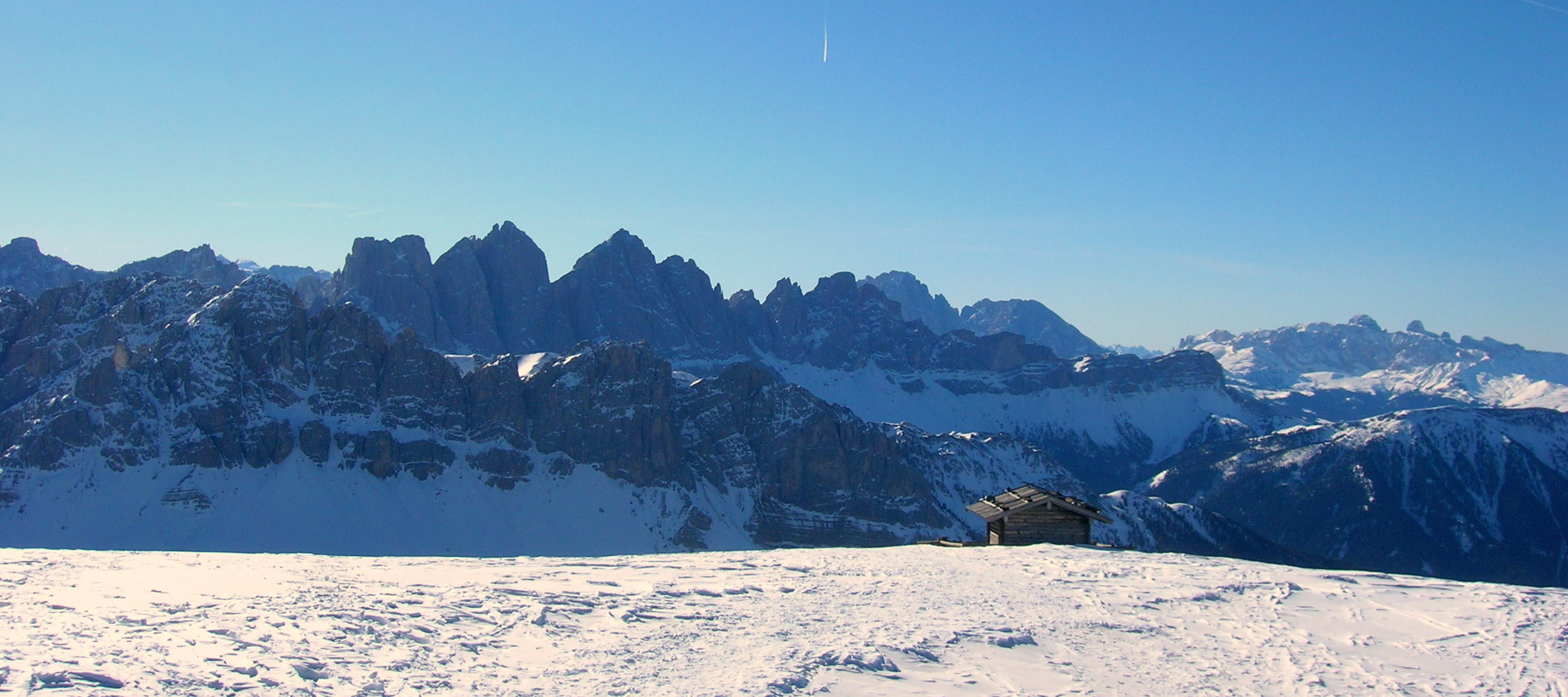
Le Odle dalla cima

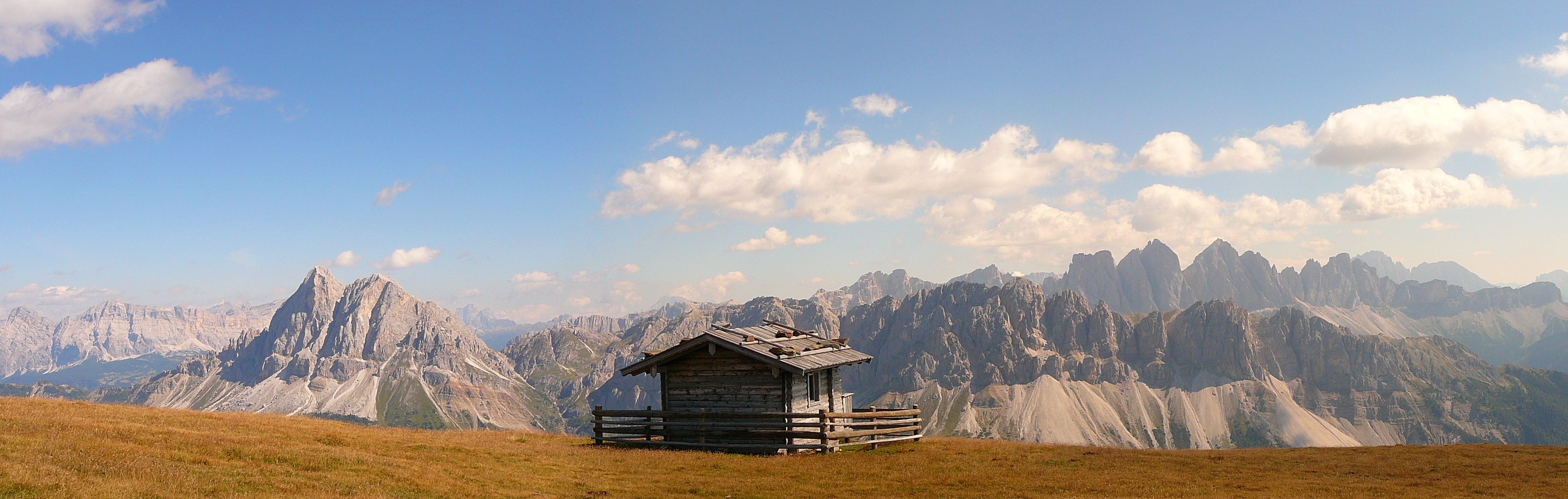
Le Odle di Eores e il Sass de Putia, visti dalla cima de Monte Gabler. In primo piano il bivacco